# Sidi Moussa Chlef
Sidi Moussa (Chlef) (سيدي موسى الشلف) est un village situé dans l'extrême Nord-Ouest de la wilaya de Chlef, à 85 km du chef-lieu de wilaya, à 165 km Est d'Oran et à environ 310 km Ouest d'Alger. 
Le village fait partie de la Commune de Dahra. On y dénombre à peu près 4 000 habitants. Le code postal de Sidi Moussa et ses environs est : 02032.
Le village possède une position géographique extraordinaire au cœur des montagnes de Dahra. 
De plus, il se situe entre les limites de trois wilayas de l'Ouest algérien: Chlef, Mostaganem et Relizane où l'on peut voir, de haut, la majorité des plages Est de Mostaganem, ainsi qu'une partie des plages Ouest de Chlef.
Le village se trouve aussi :
- à 13 km de Dahra (Chef lieu de la Commune);
- à 23 km Ouest de Taougrit (chef-lieu de Daïra) ;

à 40 km au Nord-ouest d'Ain Merane;
- à 16 km Est d'Achaâcha (Mostaganem) ;
- à 17 km Nord de S. M. Ben Ali (Relizane) ;
- à 22 km de Mazouna (Relizane) ;
- à 13 km de la Méditerranée (et environ 7 km à vol d'oiseau).
- à 47 km au Nord de Oued Rhiou;
- à 47 km au Nord de l'autoroute Est Ouest (Sortie Mazouna- Oued Rhiou);
- à 45 km au Sud-est de Sidi Lakhdar (Mostaganem).

## Structures publiques à Sidi Moussa
- École primaire Lokmane Zerrouki. Elle remonte à l'époque coloniale.
- Collège Kariche Mohamed. Il a ouvert ses portes durant l'année scolaire 2007/2008. Il compte actuellement environ 950 élèves.
- Bureau de poste ouvert depuis 1974.
- Une bibliothèque communale.
- Une antenne administrative (Annexe mairie) où la population peut extraire les différents documents de l'état civil.
- Une polyclinique, ou plutôt une salle de soin, qui n'est malheureusement pas dotée de médecins. Cette structure contient, 16 salles et deux logements de fonctions qui pourraient éventuellement être attribués à des médecins.
- Lycée Chaanane Mohamed.